# Alejandro Cárdenas
Alejandro Manuel Cárdenas Robles (ur. 4 października 1974 w Hermosillo) – meksykański lekkoatleta, sprinter.
Jego koronnym dystansem było 400 metrów i na nim odnosił swoje największe sukcesy:
- brązowy medal Halowych Mistrzostw Świata w Lekkoatletyce (Maebashi 1999)
- brązowy medal Mistrzostw Świata w Lekkoatletyce (Sewilla 1999)
- brązowy medal na Igrzyskach Panamerykańskich (Winnipeg 1999).

Podczas Igrzysk Panamerykańskich (Mar del Plata 1995) wywalczył dwa brązowe medale: w sztafecie 4 × 100 metrów oraz dziesięcioboju.
Cárdenas czterokrotnie brał udział w Igrzyskach Olimpijskich (Barcelona 1992, Atlanta 1996, Sydney 2000 oraz Ateny 2004), nie odniósł jednak znaczących sukcesów.

## Rekordy życiowe
- bieg na 200 metrów – 20,63 (wiatr –1,9 m/s) (1998)
- bieg na 400 metrów – 44,31 (rekord Meksyku) (1999)
- dziesięciobój lekkoatletyczny – 7614 pkt. (rekord Meksyku) (1996)